# Y nos dieron las diez
«Y nos dieron las diez» es un sencillo del cantautor español Joaquín Sabina, incluido en su LP Física y química (1992).

## Historia
Canción hermana de Ojos de gata, de Enrique Urquijo, con la que comparte música y la letra de las dos primeras estrofas, en la génesis de ambos temas, y según se ha señalado en la biografía de Enrique Urquijo Adiós tristeza, de Miguel Ángel Bargueño, también corroborado parcialmente por Álvaro Urquijo, Sabina escribió el texto de las primeras estrofas en una servilleta que entregó a Urquijo. Por una serie de malentendidos, cada uno terminó la letra por su cuenta y grabaron y publicaron las canciones en sus respectivos álbumes Adiós tristeza y Física y Química.
Se ha especulado bastante sobre el lugar de donde era la chica que inspiró la canción, apuntando la mayoría de las posibilidades a la ciudad de Gijón como ese «pueblo con mar»; sin embargo, Sabina declaró en una entrevista en 2015 al diario El Comercio de Gijón, que fue en Lanzarote donde conoció a la chica que le inspiró la canción.

## Versiones
El tema fue versionado en clave flamenca para ser interpretado por María Jiménez en el LP Donde más duele (2002).
El cantante de merengue dominicano Ruby Pérez versionó está canción en salsa en el año 1997.
En 1993 cantó a dúo el tema con Rocío Dúrcal a modo de ranchera, y el tema posteriormente se incorporaría al LP de homenaje a la cantante Duetos (2009) y Una estrella en el cielo (2010).
La canción fue grabada también por Bertín Osborne en Sabor a México (2000). Por Tamara para el álbum homenaje a Sabina Entre todas las mujeres (2003). Cantada por Caco Senante en directo (2005). Interpretada por Sabina junto a Joan Manuel Serrat en Dos pájaros de un tiro (2008). Grabada por el grupo de rock El Vicio del Duende en su álbum Humo (2009).
Incluida en el repertorio del musical Más de cien mentiras (2011). Nuria Fergó, en su disco Con Permiso (2022), presentó una nueva versión modo ranchera.

## Vídeo musical
Contó con la presencia de la actriz Goya Toledo.